# Créteil
Créteil (wymowaⓘ) – miejscowość i gmina we Francji, w regionie Île-de-France, w departamencie Dolina Marny.

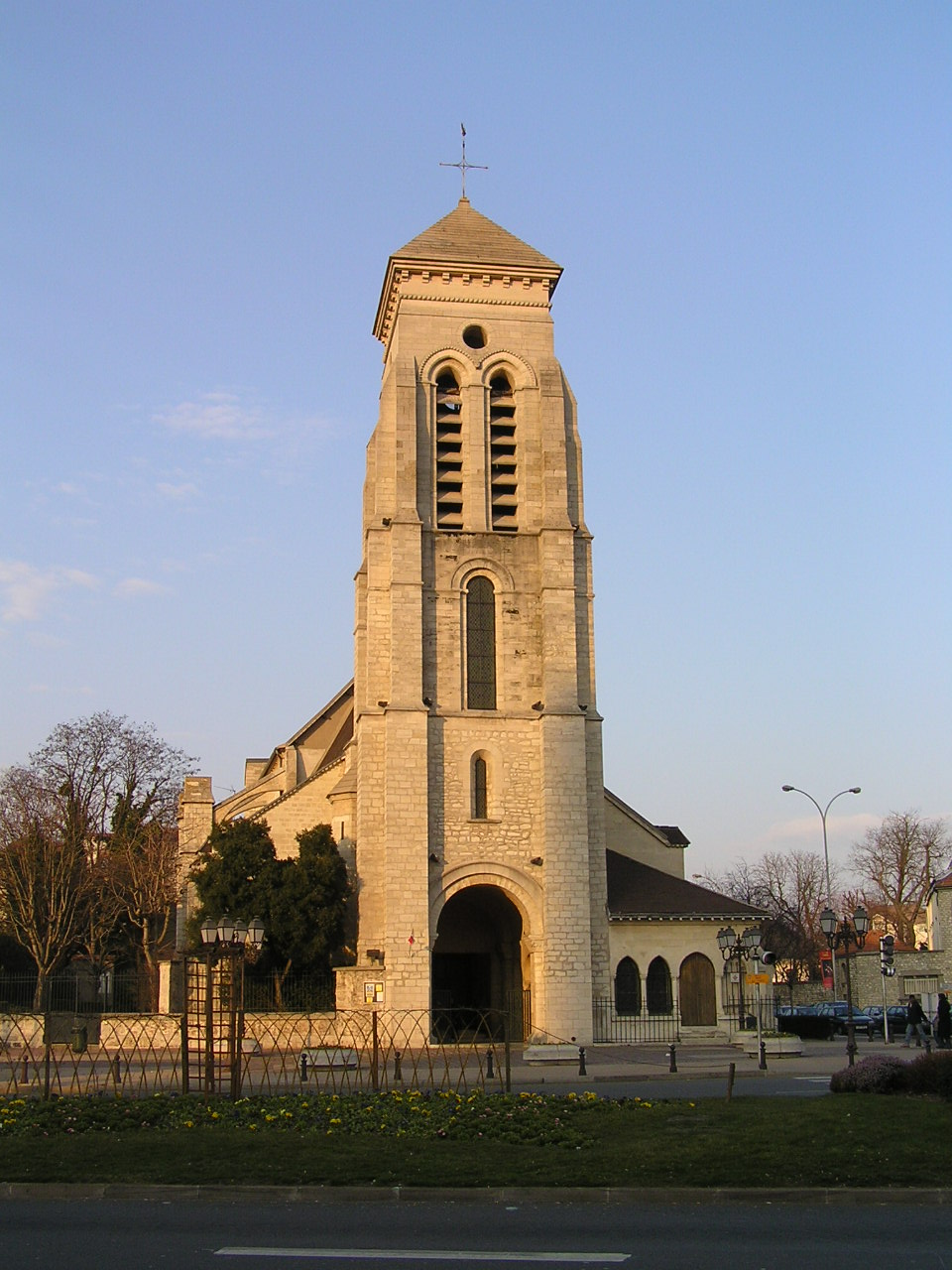
Kościół Św. Krzysztofa w Créteil

Według danych na rok 1990 gminę zamieszkiwało 82 088 osób, a gęstość zaludnienia wynosiła 7182 osób/km² (wśród 1287 gmin regionu Île-de-France Créteil plasuje się na 10. miejscu pod względem liczby ludności, natomiast pod względem powierzchni na miejscu 307.).

## Miasta partnerskie

Położenie Créteil w ramach aglomeracji paryskiej

- Qiryat Yam, Izrael
- Salzgitter, Niemcy
- Les Abymes, Francja
- Falkirk, Szkocja
- Mataró, Hiszpania
- Kotonu, Benin
- Erywań, Armenia
- Playa, Kuba